# Pattuglia sottomarina
Pattuglia sottomarina (Submarine Patrol) è un film del 1938 diretto da John Ford e interpretato da Richard Greene, Nancy Kelly, Preston Foster e George Bancroft. Il soggetto, al quale contribuì anche lo scrittore William Faulkner, era tratto dal romanzo del 1936 The Splinter Fleet of the Otranto Barrage di Ray Millholland.
È il secondo film che vede la partecipazione di Nancy Kelly, che aveva iniziato la carriera cinematografica nel 1926, all'età di cinque anni, in Capricci di donna di Frank Tuttle.

## Trama
1918, Prima guerra mondiale. Arruolatosi in marina, il ricco playboy Perry Townsend III viene assegnato ad un cacciasommergibili in disarmo come ingegnere capo. La vita militare si rivela piuttosto rilassata e Townsend ha l'occasione di conoscere l'attraente Susan di cui si innamora, nonostante la contrarietà del padre, il capitano Leeds, che comanda una nave da carico preposta al trasporto di munizioni. Il cacciasommergibili viene destinato alla scorta di un convoglio che include la nave di Leeds e affidato al tenente John C. Drake, già declassato dopo essere stato riconosciuto colpevole di negligenza, che rimette in sesto la nave e cerca di riportare la disciplina tra l'equipaggio. Il convoglio giunge al porto di Brindisi, dove Townsend fa la sua proposta di matrimonio a Susan, mentre Drake cerca di riscattarsi decidendo di dare la caccia al sommergibile "Old Man 26" in quella che si preannuncia una missione estremamente pericolosa. Ne seguirà una cruenta battaglia dalla quale il cacciasommergibili uscirà vincitore.

## Produzione
Nel corso della produzione, i titoli provvisori del film erano The Splinter Fleet, Suicide Fleet e Wooden Anchors.
In una nota del 4 settembre 1936 conservata nella Twentieth Century-Fox Produced Scripts Collection della UCLA Theater Arts Library, la prima scelta per il ruolo di Perry Townsend III risultava essere Tyrone Power, che lo stesso anno interpretò il suo primo ruolo da protagonista ne I Lloyds di Londra di Henry King.
Secondo la rivista Variety, nelle sequenze girate ad Annapolis vennero impiegati quattro cacciasommergibili del 1917 che erano ancora utilizzati dalla marina militare statunitense.
Elisha Cook Jr. perse la prima falange del pollice sinistro durante la scena della tempesta. Come conseguenza, al film vennero aggiunti alcuni dialoghi per giustificare la sua mano fasciata.

## Distribuzione
Dopo l'anteprima tenutasi a San Diego il 9 novembre 1938, Pattuglia sottomarina venne distribuito nelle sale cinematografiche statunitensi a partire dal 25 novembre.

### Date di uscita
- USA (Submarine Patrol) - 9 novembre 1938 (anteprima)
- USA - 25 novembre 1938
- Svezia (Med förseglade order) - 9 gennaio 1939
- Paesi Bassi (Onderzee-patrouille) - 20 gennaio 1939
- Francia (Patrouille en mer) - 27 gennaio 1939
- Finlandia (Sinetöity määräys) - 26 febbraio 1939
- Ungheria (Flotta a víz alatt) - 2 marzo 1939
- Portogallo (Esquadra Heróica) - 6 marzo 1939
- Danimarca (U-båds patruljen) - 13 marzo 1939

## Critica
Citato da John Ford come uno dei suoi film preferiti, Pattuglia sottomarina fu molto apprezzato dalla critica. Il Motion Picture Herald definì la scena cruciale della battaglia come una delle migliori mai filmate, mentre lo sceneggiatore e critico cinematografico Frank Nugent scrisse sul New York Times: «Le storie di avventura dovrebbero essere scritte così. Non ci facciamo scrupoli nel chiamare questo film il migliore dell'anno nel suo genere».